# Тернавка (Славская поселковая община)
Тернавка (укр. Тернавка) — село в Славской поселковой общине Стрыйского района Львовской области Украины.

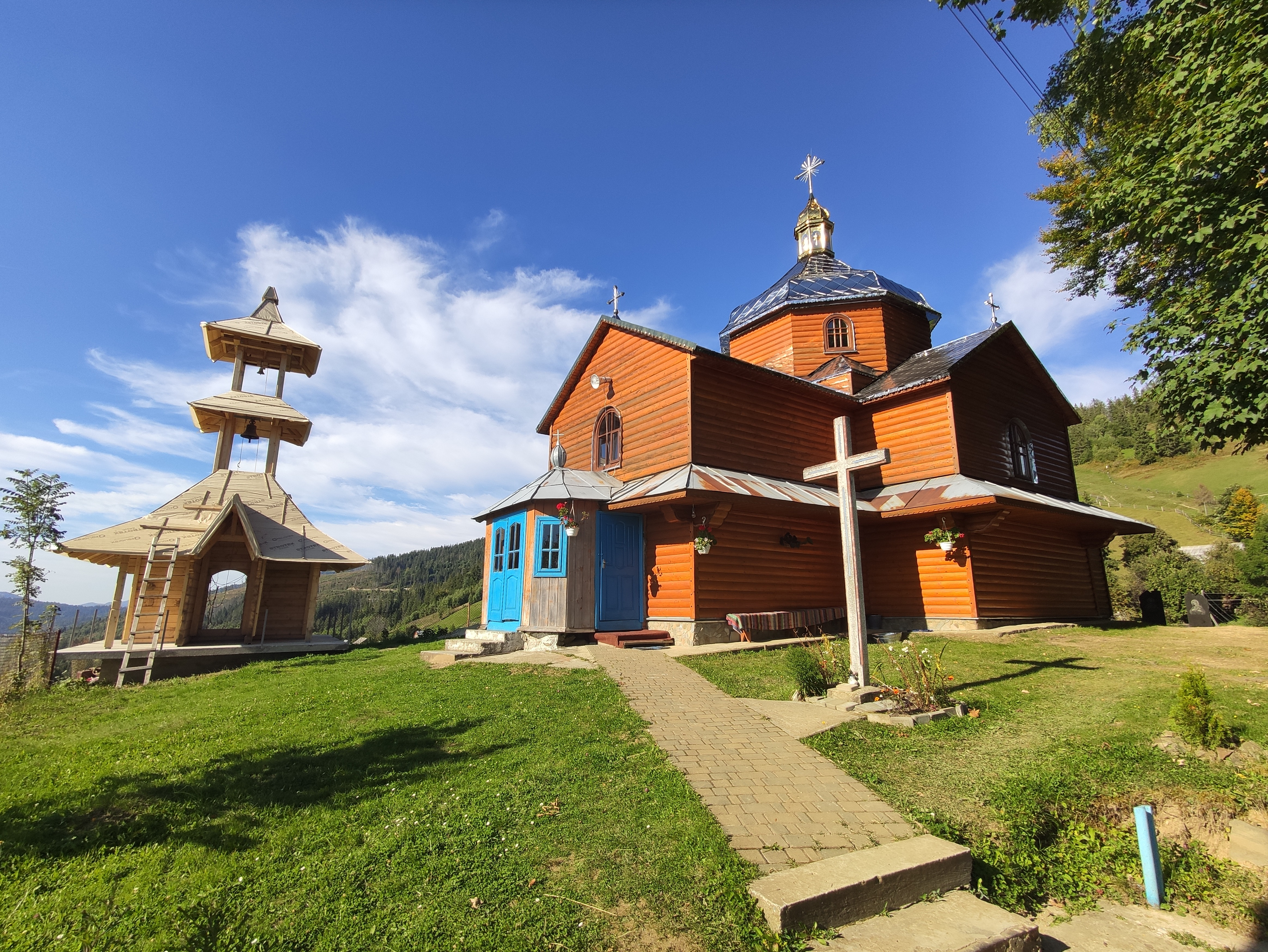

Население по переписи 2001 года составляло 766 человек. Занимает площадь 1,73 км². Почтовый индекс — 82652. Телефонный код — 3251.